# Bundahishn
Bundahishn, que significa "Creación Primordial", es el nombre que tradicionalmente se da a los textos de la cosmogonía y cosmología zoroástricos escritos en escritura pahlavi. Sin embargo, se desconoce el nombre original de esta especie de Génesis o Libro de la Creación zoroástrica.
Aunque el Bundahishn se basa en el Avesta y desarrolla ideas que aluden a esos textos, no es en sí misma escritura. Su contenido refleja escrituras zoroástricas, que a su vez reflejan, tanto creencias zoroástricas antiguas como creencias prezoroástricas. En algunos casos, el texto alude a contingencias postislámicas del Irán del siglo VII y, en otros, por ejemplo, en la idea de que la luna está más lejos que las estrellas, reitera la escritura aunque la ciencia hubiese llegado a otras conclusiones.

## Estructura
El nombre dado tradicionalmente parece ser una adopción de la sexta palabra de la primera frase de la más moderna de las dos recensiones. La más antigua tiene una primera línea diferente, y la primera traducción de esa versión, adoptó el nombre de Zand-Ākāsīh, que significa "Conocimiento del Zand", a partir de las dos primeras palabras de la primera frase.
La mayoría de los capítulos de la recopilación se fechan en los siglos VIII y IX, más o menos contemporáneos con las partes más antiguas del Denkard, que es otro importante texto "Pahlavi" (es decir, textos zoroástricos en persa medio). Los últimos capítulos son varios siglos más recientes que los más antiguos. La copia más antigua existente data de mediados del siglo XVI.
El Bundahishn sobrevive en dos recensiones o redacciones. Una, más corta fue encontrado en la India, y se la conoce por Bundahishn Menor o Bundahishn indio. Una copia de esta versión fue llevada a Europa por Abraham Anquetil-Duperron en 1762. Una versión más larga fue llevada a la India desde Irán por T. D. Anklesaria alrededor de 1870, y es conocida como Gran Bundahishn", "Bundahishn Mayor o Bundahishn iranio o, simplemente, Bundahishn. La mayor recensión, que se abrevia como GBd o, simplemente, Bd, es aproximadamente el doble de largo que el menor (abreviado como IBd).
Los dos recensiones derivan de diferentes tradiciones manuscritas y las partes disponibles en ambas fuentes varían (ligeramente) de contenido. La mayor recensión también es la más antigua, datada por Edward William West hacia 1540. La recensión menor data de alrededor de 1734.
Tradicionalmente, los indicadores de los capítulos-versículos están en números arábigos en la recensión menor, y en números romanos para la mayor. Las dos series no están sincronizadas puesto que Duperron analizó la recensión menor en 1771, antes de que fuese conocida la mayor. El orden de los capítulos también es diferente.

## Contenido
El Bundahishn, que consta de 36 capítulos, es una visión concisa del mito de la creación del zoroastrismo y de las primeras batallas entre las fuerzas de Ahura Mazda y Angra Mainyu por la hegemonía del mundo. Según los textos, en los primeros 3.000 años del año cósmico, Ahura Mazda creó los Fravashis y concibió la idea de su creación futura. Usó el Vacío insensible e inmóvil como un arma contra Angra Mainyu, y al final de ese período, Angra Mainyu se vio obligado a someterse y cayó en un letargo durante los próximos 3.000 años. Aprovechando la ausencia de Angra Mainyu, Ahura Mazda creó los Amesha Spentas (inmortales benéficos), que representan los elementos primordiales del mundo material e impregnan su reino con Ard (Asha), "Verdad" con el fin de evitar que Angra Mainyu lo destruya. Trata también de la configuración de la tierra y su topografía, el horóscopo del mundo, las estaciones del año, el calendario, la naturaleza humana o la suerte del alma y de la historia universal, que en tanto que sagrada, está dividida en 12 milenios, que se corresponden con los doce signos zodiacales.
El Bundahishn, finalmente, narra la creación del bóvido primordial, Ewagdad o Ewazdad (en avéstico, Gavaevodata) y de Gayomard (en avéstico, Gayomaretan), el ser humano primordial, que sería asesinado por Ahriman. El cuerpo de Gayomard produjo los metales y de su semen, preservado y purificado en el sol, provendrá la primera pareja humana, Mashya y Mashyanag.